# راي جنكينز (محامي)
راي جنكينز (بالإنجليزية: Ray Jenkins)‏ هو محامي أمريكي، ولد في 18 مارس 1897 في مقاطعة تشيروكي في الولايات المتحدة، وتوفي في 26 ديسمبر 1980 في نوكسفيل في الولايات المتحدة.